# 12 Волопаса
12 Волопаса (лат. 12 Boötis), d Волопаса (лат. d Boötis), HD 123999 — тройная звезда в созвездии Волопаса на расстоянии приблизительно 116 световых лет (около 35,6 парсеков) от Солнца. Возраст звезды определён как около 2,02 млрд лет.

## Характеристики
Первый компонент (WDS J14104+2506A) — жёлто-белая звезда спектрального класса F8V, или F5. Видимая звёздная величина звезды — +4,82m. Масса — около 1,752 солнечной, радиус — около 2,872 солнечных, светимость — около 13,089 солнечных. Эффективная температура — около 6225 K.
Второй компонент — WDS J14104+2506B. Масса — около 1,37 солнечной. Орбитальный период — около 9,5499 суток. Удалён на 1,1 угловой секунды.
Третий компонент — коричневый карлик. Масса — около 16,35 юпитерианских. Удалён на 1,803 а.е..